# Deh Dūshāb
Deh Dūshāb (persiska: دِه دوش آباد, ده دوشاب) är en ort i Iran.   Den ligger i provinsen Qazvin, i den nordvästra delen av landet, 150 km nordväst om huvudstaden Teheran. Deh Dūshāb ligger 809 meter över havet och antalet invånare är 146.
Terrängen runt Deh Dūshāb är bergig åt nordost, men åt sydväst är den kuperad. Deh Dūshāb ligger nere i en dal. Runt Deh Dūshāb är det ganska tätbefolkat, med 108 invånare per kvadratkilometer. Närmaste större samhälle är Akūjān, 6,5 km norr om Deh Dūshāb. Trakten runt Deh Dūshāb består i huvudsak av gräsmarker.